# 마쓰오카 야스노부
마쓰오카 야스노부(일본어: 松岡 康暢, 1986년 5월 2일 ~ )는 일본의 전 축구 선수이다.

## 구단 경력
과거 감바 오사카, 로아소 구마모토, V-파렌 나가사키에서 활동하였다.